# Municipio de Benner
El municipio de Benner (en inglés: Benner Township) es un municipio ubicado en el condado de Centre en el estado estadounidense de Pensilvania. En el año 2000 tenía una población de 5.217 habitantes y una densidad poblacional de 70,7 personas por km².

## Geografía
El municipio de Benner se encuentra ubicado en las coordenadas 40°54′48″N 77°45′53″O / 40.91333, -77.76472.

## Demografía
Según la Oficina del Censo en 2000 los ingresos medios por hogar en la localidad eran de $42.083 y los ingresos medios por familia eran de $47.800. Los hombres tenían unos ingresos medios de $30.033 frente a los $23.979 para las mujeres. La renta per cápita de la localidad era de $17.665. Alrededor del 2,2% de la población estaba por debajo del umbral de pobreza.